# Sinobambusa yixingensis
Sinobambusa yixingensis là một loài thực vật có hoa trong họ Hòa thảo. Loài này được C.S.Chao & K.S.Xiao miêu tả khoa học đầu tiên năm 1985.